# Pittel+Brausewetter

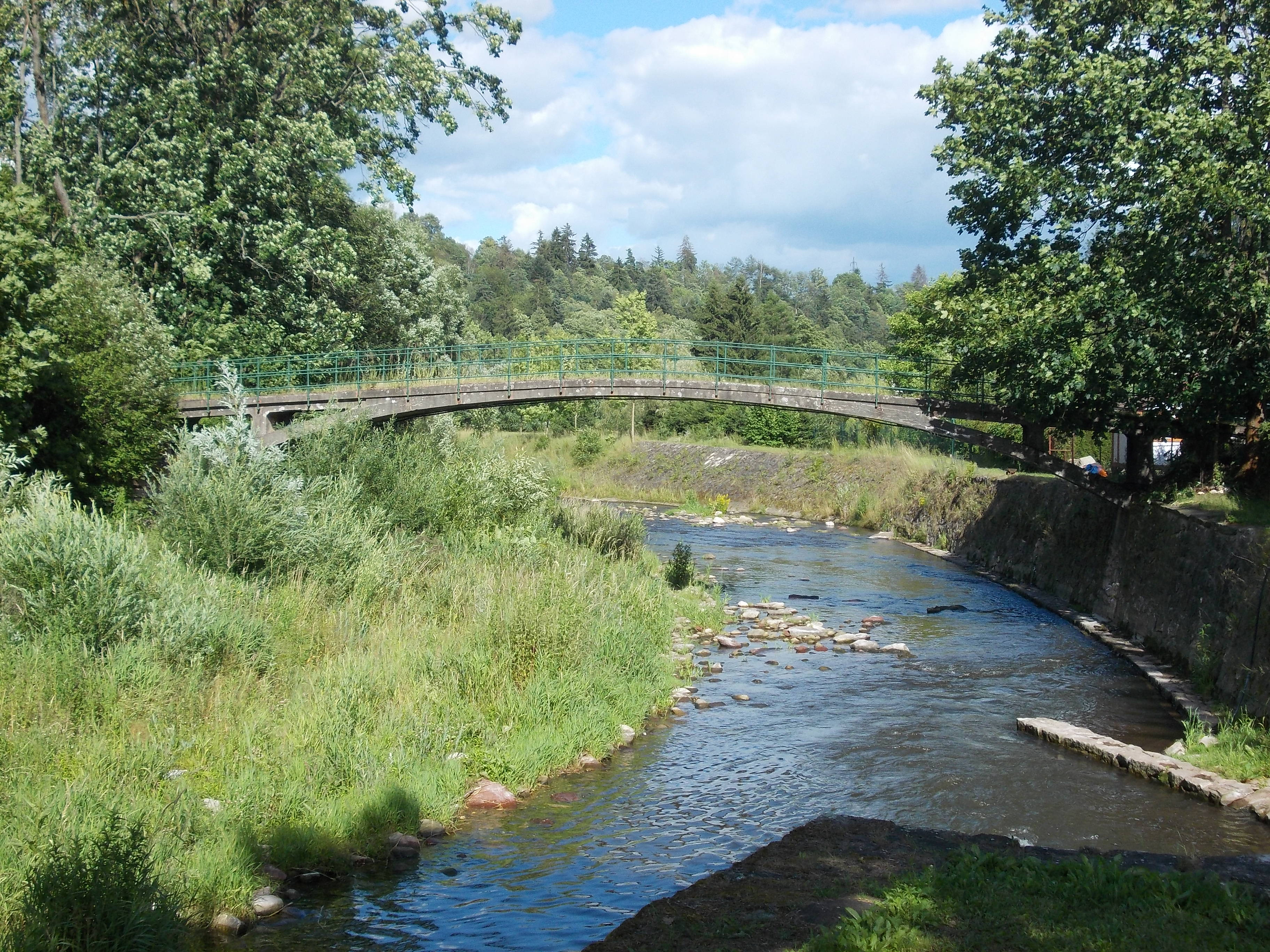
Eisenbeton-Fußgängerbrücke in Klášterská Lhota (Mönchsdorf), erbaut um 1912–1913.

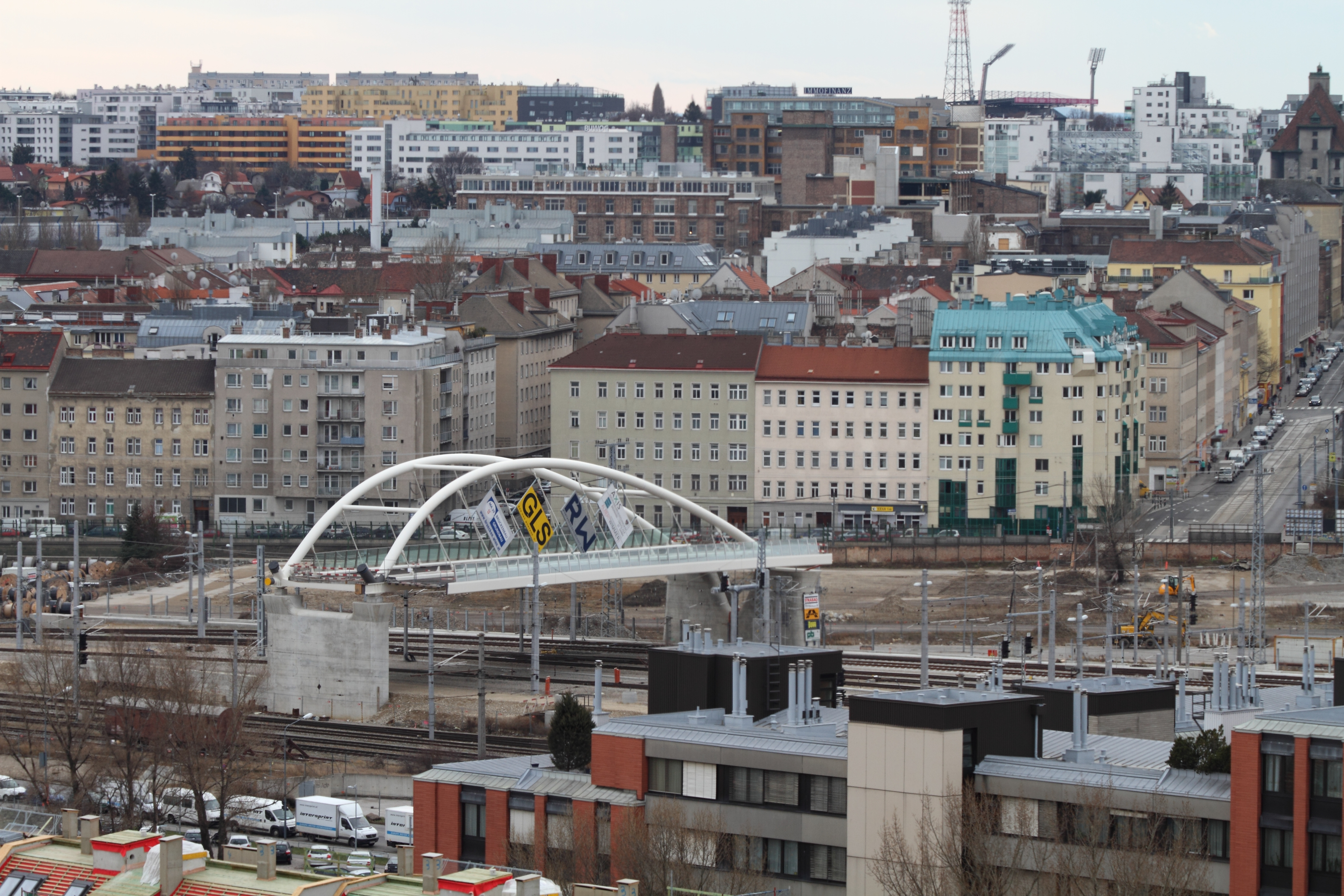
Arge Hauptbahnhof Wien Tiefbau, Strabag – Alpine – Porr – Pittel&Brausewetter

Die Pittel+Brausewetter Gesellschaft m.b.H. ist ein österreichisches Familienunternehmen in der Baubranche.
Das Unternehmen beschäftigt sich sowohl mit dem Hoch- als auch mit dem Tiefbau. Die Zentrale befindet sich in Wien. Weitere Standorte befinden sich in Tulln, Herzogenburg, Eisenstadt, Traiskirchen und Zistersdorf-Maustrenk im Inland, sowie in Bratislava im Ausland. Bis zum heutigen Tag befindet sich das Unternehmen in Privatbesitz und zählt damit zu den ältesten Familienunternehmen Österreichs.

## Geschichte
Das Unternehmen wurde 1870 in Pressburg unter der Bezeichnung Bauunternehmung Adolph Baron Pittel von Adolph Freiherr von Pittel, einem Zement- und Kunststeinerzeuger und dem ostpreußischen Bauingenieur Viktor Brausewetter, der damals im Eisenbahnbau in der heutigen Slowakei, damals Teil des Königreichs Ungarn, beschäftigt war, gegründet.
Mit unternehmerischem Weitblick wurden Ende des 19. Jahrhunderts die Möglichkeiten des Bauens mit Beton und damit seine Bedeutung für das Bauwesen sowie die Auswirkungen auf Architektur und Wirtschaft erkannt. Durch die Industrialisierung im Europa der Jahrhundertwende, die einen enormen Baubedarf mit sich brachte, war Pittel+Brausewetter innerhalb nur einer Generation zu einer Großunternehmung mit mehr als 20 Filialen und zahlreichen Tochterunternehmungen im Gebiet der österreichisch-ungarischen Monarchie angewachsen.
Ein bekanntes Bauwerk aus dieser Zeit ist das „Loos-Haus“ im ersten Wiener Gemeindebezirk am Michaelerplatz 3. Pittel+Brausewetter errichtete dieses Geschäfts- und Wohnhaus der Firma Goldmann & Salatsch nach den Plänen des berühmten Architekten Adolf Loos in den Jahren 1909–1911. Über mehrere Geschoße gehende Eisenbetonstützen und 14 Meter weite Unterfangungen mit Eisenbetonträgern galten in der damaligen Zeit als kühne Konstruktionen und bautechnische Pionierleistung.
Zwei Weltkriege haben diese Entwicklung nachhaltig verändert. Der Erste Weltkrieg brachte mit der Zerschlagung der Monarchie auch die Loslösung und Verselbständigung der Filialen und Tochterfirmen. Im Zweiten Weltkrieg ging nahezu die gesamte verbliebene Firmensubstanz verloren.
Mit dem Wiederaufbau des kriegszerstörten Heimatlandes erfolgte auch der unternehmerische Wiederaufbau. Durch viele Jahrzehnte und auch in historisch bewegten Zeiten hat das Unternehmen Pittel+Brausewetter Stetigkeit bewiesen. Eine verantwortungsbewusste wie umsichtige Geschäftspolitik war Garant für das langfristige Bestehen. Qualitätsbewusstsein und Leistungsbereitschaft der Mitarbeiter waren die Voraussetzungen für Kontinuität, Blütezeiten und den Erfolg.
1979 wurde die Rechtsform der bisherigen Offenen Handelsgesellschaft in eine Gesellschaft mit beschränkter Haftung umgewandelt.
1981 wurde Pittel+Brausewetter das „Österreichische Staatswappen“ verliehen.
Als erste von mehreren Auslandsniederlassungen wurde 1992 die slowakische Niederlassung in Bratislava gegründet. 2005 folgte der Erwerb des Unternehmens TSS mit einer Unternehmensbeteiligung.
Das Unternehmen Pittel+Brausewetter zeichnet sich über all die Jahre durch große Stabilität und Leistungsstärke aus. Heute erwirtschaftet das Unternehmen mit etwa 1.000 Mitarbeitern eine Jahresbauleistung von mehr als 200 Mio. Euro.